# راندي جونستون
راندي جونستون هو لاعب هوكي الجليد كندي، ولد في 2 يونيو 1958.

## وصلات خارجية
- راندي جونستون على موقع دوري الهوكي الوطني (الإنجليزية)
- راندي جونستون على موقع EliteProspects.com (الإنجليزية)
- راندي جونستون على موقع HockeyDB.com (الإنجليزية)
- راندي جونستون على موقع Hockey-Reference.com (الإنجليزية)